# 稲津久
稲津 久（いなつ ひさし、1958年2月9日 - ）は、日本の政治家。
厚生労働副大臣（労働、年金、子育て担当）（第4次安倍第2次改造内閣）、農林水産大臣政務官（第2次安倍内閣）、衆議院議員（5期）、北海道議会議員（3期）、公明党幹事長代理、公明党北海道本部代表などを歴任。

## 経歴

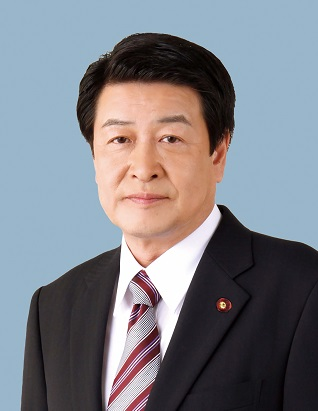
厚生労働副大臣の就任に際して公表された肖像写真

北海道芦別市出身。北海道芦別高等学校、専修大学商学部を卒業後、特別養護老人ホーム、医療法人に勤務。
1999年、北海道議会議員選挙に空知支庁管区地域から立候補し、初当選。3期務めた（2003年再選、2007年3選）。
2009年の第45回衆議院議員総選挙に丸谷佳織の後継候補として比例北海道ブロックから公明党公認（比例代表名簿1位）で立候補し、初当選。
2012年の第46回衆議院議員総選挙で北海道10区から公明党公認・自由民主党推薦で立候補し民主党の現職閣僚小平忠正を破り再選。12月27日発足の第2次安倍内閣では農林水産大臣政務官に任命された。2013年9月30日、農林水産大臣政務官を退任。
2014年の第47回衆議院議員総選挙で3選。
2017年の第48回衆議院議員総選挙で小平からも支援を受け513票差で立憲民主党の神谷裕を破り4選。
2019年9月、第4次安倍第2次改造内閣で厚生労働副大臣（労働、年金、子育て担当）に就任。
2021年の第49回衆議院議員総選挙では、再びの神谷との一騎打ちで、前回より差を広げ5選。
2022年5月、ロシアのウクライナ侵攻に伴うロシア政府による日本への報復措置（ロシア連邦への日本政府の政策に対する報復措置に関してのロシア外務省声明）によって、ロシア連邦への入国を恒久的に禁止された。
2024年の第50回衆議院議員総選挙では、三度の神谷との一騎打ちとなったが、得票を大きく減らし、なおかつ比例重複候補ではなかったため、比例復活ができず落選した。公明党の支持者の高齢化による票の減少に加え、2012年の初当選以来、選挙協力で北海道10区を稲津に譲り比例単独で立候補を続けていた自民党の渡辺孝一が、過去4回と異なり比例北海道ブロックの名簿順位で上位優遇がされずに下位（12位）とされたことが、一部の自民党支持者の離反を招き、稲津の票離れの一因になったと見られている。同年11月25日、次期衆院選に立候補しないことを明らかにしたほか、公明党北海道本部代表の辞任を表明した。

## 政策・主張

### 憲法問題
- 憲法改正について、2017年、2021年のアンケートで「どちらかといえば賛成」と回答[10][11]。
- 憲法9条改正について、2014年のアンケートで「反対」と回答[12]。
- 憲法9条への自衛隊の明記について、2021年のアンケートで「どちらかといえば反対」と回答[13]。
- 改正すべき項目として「環境権に関する条項を新設する」「プライバシー権に関する条項を新設する」「知る権利に関する条項を新設する」「首相公選制を導入する」と主張[14]。
- 安全保障関連法の成立について、2017年のアンケートで「評価する」と回答[10]。

### ジェンダー問題
- 選択的夫婦別姓制度の導入について、2014年、2017年、2021年のアンケートで「どちらかといえば賛成」と回答[15][10][11]。
- 同性婚を可能とする法改正について、2021年のNHKのアンケートで「どちらかといえば賛成」と回答[13]。
- 「LGBTなど性的少数者をめぐる理解増進法案を早期に成立させるべきか」との問題提起に対し、「どちらかといえば賛成」と回答[11]。
- クオータ制の導入について、2021年のアンケートで「どちらかといえば賛成」と回答[13]。

### その他
- アベノミクスについて、2017年のアンケートで「評価する」と回答[10]。
- 安倍内閣による森友学園問題・加計学園問題への対応について、2017年のアンケートで「どちらとも言えない」と回答[10]。
- 軽減税率の導入に賛成[12]。
- 村山談話・河野談話を見直すべきでない[12]。
- 2013年11月26日、特定秘密保護法案の採決では賛成票を投じた[16]。

## 過去の役職

### 内閣
- 農林水産大臣政務官（第2次安倍内閣）
- 厚生労働副大臣

### 公明党
- 政務調査会副会長
- 遊説局次長
- 地方議会局長
- 中央幹事
- 幹事長代理
- 北海道方面本部長
- 北海道本部代表

## 議員連盟
- 政治分野における女性の参画と活躍を推進する議員連盟（発起人）[17]

## 人物
- 好きな食べ物は、そば、おにぎり、サンドイッチ、ふのり、得意料理は味噌汁（議員宿舎でも自炊する）、カレーライス[1]
- 趣味はウォーキング、山登り、読書（愛読書は「上杉鷹山」）[1]
- 座右の銘は 「民、信なくば立たず」（孔子）[1]

## 選挙歴
| 当落 | 選挙                     | 執行日         | 年齢 | 選挙区             | 政党   | 得票数    | 得票率 | 定数 | 得票順位 /候補者数 | 政党内比例順位 /政党当選者数 |
| ---- | ------------------------ | -------------- | ---- | ------------------ | ------ | --------- | ------ | ---- | ------------------ | ---------------------------- |
| 当   | 1999年北海道議会議員選挙 | 1999年4月11日  | 41   | 空知支所所管区域   | 公明党 | 2万9028票 |        | 6    | 1/7                | /                            |
| 当   | 2003年北海道議会議員選挙 | 2003年4月13日  | 45   | 空知支所所管区域   | 公明党 | 2万3825票 |        | 5    | 1/7                | /                            |
| 当   | 2007年北海道議会議員選挙 | 2007年4月8日   | 49   | 空知支所所管区域   | 公明党 | 2万6112票 |        | 4    | 1/6                | /                            |
| 当   | 第45回衆議院議員総選挙   | 2009年08月30日 | 51   | 比例北海道ブロック | 公明党 |           |        | 8    | /                  | 1/1                          |
| 当   | 第46回衆議院議員総選挙   | 2012年12月16日 | 54   | 北海道第10区       | 公明党 | 8万7930票 | 43.09% | 1    | 1/4                | /                            |
| 当   | 第47回衆議院議員総選挙   | 2014年12月14日 | 56   | 北海道第10区       | 公明党 | 8万6722票 | 48.52% | 1    | 1/3                | /                            |
| 当   | 第48回衆議院議員総選挙   | 2017年10月22日 | 59   | 北海道第10区       | 公明党 | 9万6795票 | 50.13% | 1    | 1/3                | /                            |
| 当   | 第49回衆議院議員総選挙   | 2021年10月31日 | 63   | 北海道第10区       | 公明党 | 9万6843票 | 53.93% | 1    | 1/2                | /                            |
| 落   | 第50回衆議院議員総選挙   | 2024年10月27日 | 66   | 北海道第10区       | 公明党 | 7万5990票 | 49.23% | 1    | 2/2                | /                            |